# Кралска сьомга
Кралската сьомга (Oncorhynchus tshawytscha) е вид риба от семейство Пъстървови (Salmonidae). Тя е най-голямата тихоокеанска сьомга.

## Разпространение
Видът е разпространен в Северния Тихи океан и речните системи на Западна Северна Америка, вариращи от Калифорния до Аляска, както и в азиатските реки, вариращи от Северна Япония до река Паляваам в Арктическия североизточен Сибир. Внесен е в други части на света, включително Нова Зеландия и Патагония.

## Описание
Достига тегло 40 – 45 кг и дължина до 1,5 метра. В отделни случаи достига до 60 кг. Отгоре е синьозелена, а отстрани – сива.

## Хранене
Храни се с планктон, ракообразни и калмари.